# Институт космических исследований в Граце

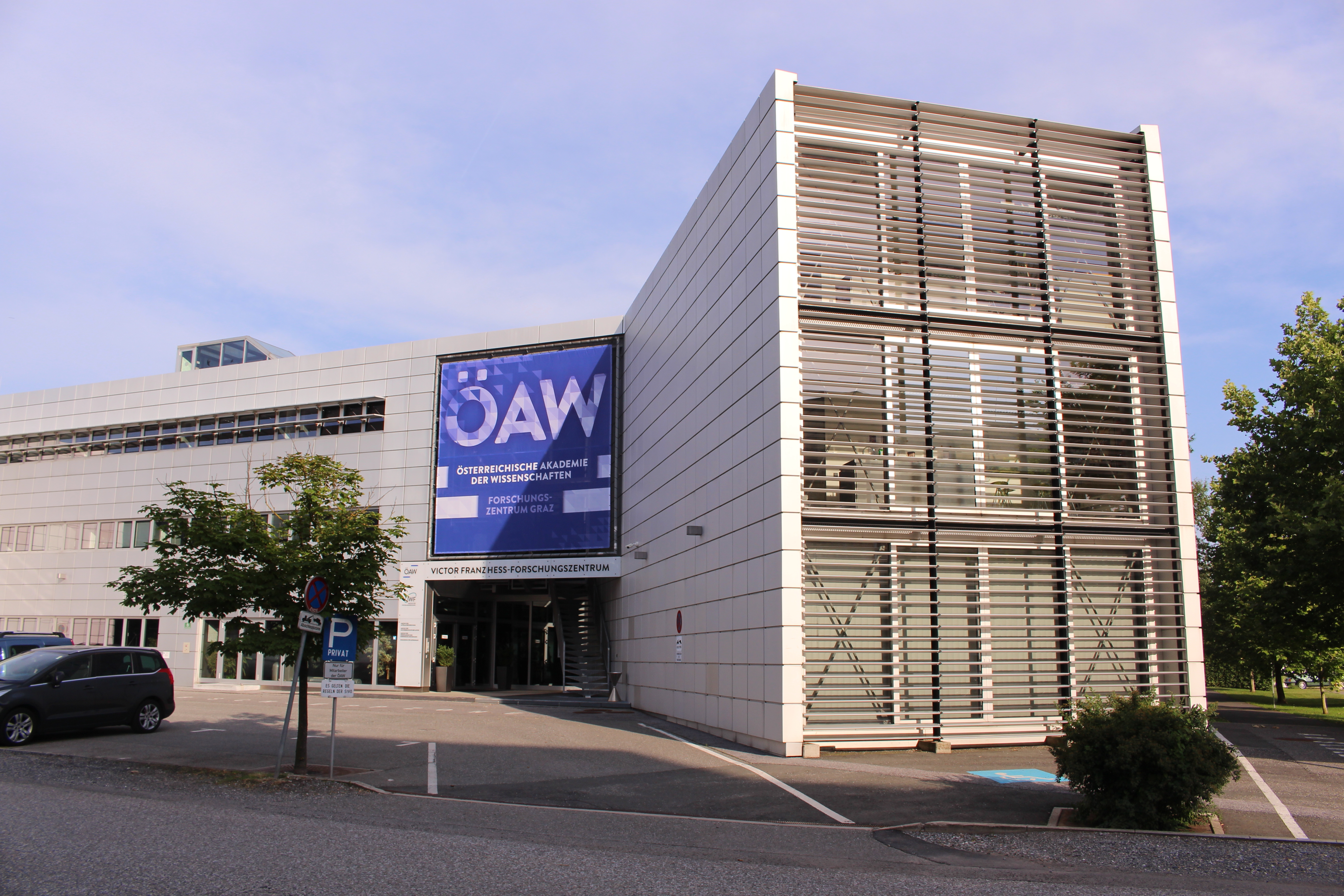
Институт космических исследований в Граце, Австрия

Институт космических исследований в Граце (нем. Institut für Weltraumforschung) занимается физикой и исследованиями Солнечной системы. В нём работают свыше 80 сотрудников из разных стран мира, таким образом, он является самым большим институтом Австрийской Академии Наук.
Институт был основан в 1970 году и со времени основания состоит из трёх отделов: Экспериментальных космических исследований (Вольфганг Баумйоханн), физики околоземного пространства (Хельмут О. Рукер) и спутниковой геодезии (Ханс Шункель). Директор института — Вольфганг Баумйоханн.
С осени 2000 года Институт космических исследований располагается на юге Граца в исследовательском центре имени Виктора Франца Хесса Австрийской Академии наук.